# Páramo montano de Etiopía
El páramo montano de Etiopía es una ecorregión de páramo de la ecozona afrotropical, definida por WWF, que ocupa las zonas de más elevadas del macizo Etíope, en Etiopía. Junto con la ecorregión de pradera montana y monte alto de Etiopía forma la región del macizo Etíope, la región montañosa más extensa de África, que además está incluida en la lista Global 200 del WWF.

## Descripción
Es una ecorregión de pradera de montaña que ocupa 25.200 kilómetros cuadrados repartidos en varios enclaves en Etiopía, por encima de los 3.000 m s. n. m., sobre la pradera montana y monte alto de Etiopía.
Los datos sobre el clima son escasos. Las precipitaciones anuales varían entre unos 2500 mm en el suroeste, con sólo dos meses de estación seca, y 1000 mm en el norte, donde la estación seca dura hasta diez meses. Las heladas son frecuentes, sobre todo en invierno, de noviembre a marzo.

## Flora
Su vegetación, llamada wurch, consiste en praderas y páramos con abundantes plantas herbáceas y arbustos, como el hipérico Hypericum revoltum. Las especies arbustivas dominantes en el páramo son el brezo blanco (Erica arborea) y Philippia; entre los arbustos crecen escasas plantas. En las zonas pantanosas abunda el cárex Carex monostachya.
En conjunto, la vegetación es intermedia entre la flora montana de la ecozona afrotropical y la de la paleártica.
El gigantismo es común entre las plantas. Una especie distintiva es la lobelia gigante Lobelia rynchopetalum, que alcanza una altura de seis metros en la floración.
Todas las plantas presentan adaptaciones para reducir la transpiración, como hojas gruesas, pequeñas o correosas.

## Fauna
Entre los mamíferos destacan la cabra montés de Etiopía (Capra walie), en gravísimo peligro de extinción, el nyala de montaña (Tragelaphus buxtoni), el antílope saltarrocas (Oreotragus oreotragus), el gelada (Theropithecus gelada) y el damán de El Cabo (Procavia capensis). Abundan los roedores y las musarañas.
Esta ecorregión es esencial para la invernada de muchas especies de aves paleárticas, como el ánade silbón europeo (Anas penelope), el pato cuchara común (Anas clypeata), el combatiente (Philomachus pugnax) y el archibebe claro (Tringa nebularia); además, otras tres especies paleárticas crían aquí: el águila real (Aquila chrysaetos), la chova piquirroja (Pyrrhocorax pyrrhocorax) y el tarro canelo (Tadorna ferruginea). Entre las especies amenazadas están el águila moteada (Aquila clanga), el águila imperial oriental (Aquila heliaca), el cernícalo primilla (Falco naumanni), el aguilucho papialbo (Circus macrourus), la grulla carunculada (Bugeranus carunculatus), el rascón etíope (Rougetius rougetii) y el bisbita abisinio (Macronyx flavicollis). Otras especies características son el colinegro abisinio (Cercomela sordida), el astrild abisinio (Estrilda ochrogaster), el francolín etíope (Francolinus psilolaemus), el zorzal hormiguero de Rüppell (Myrmecocichla melaena), el serín de Ankober (Serinus ankoberensis) y la avefría pechipinta (Vanellus melanocephalus).

## Endemismos
El número de endemismos es muy elevado.
El lobo etíope (Canis simensis) es endémico de esta ecorregión, y se encuentra en grave peligro de extinción.
Hay varios roedores endémicos: la rata-topo gigante (Tachyoryctes macrocephalus), Megadendromus nikolausi, Stenocephalemys albocaudata, Stenocephalemys griseicauda y Lophuromys melanonyx.
El endémico sapo etíope (Altiphrynoides malcomi) ha evolucionado de manera que su fecundación es interna, y los huevos se desarrollan en el suelo húmedo.

## Estado de conservación
Vulnerable. Por debajo de los 3500 m s. n. m., la mayor parte del territorio se ha degradado por la agricultura o el pastoreo.
Una amenaza más importante es el calentamiento global, que podría reducir la extensión de esta ecorregión o incluso hacerla desaparecer. Desde los años 1960 se ha detectado una progresiva desecación del clima.

## Protección
- Parque nacional de Simen
- Parque nacional de las Montañas de Bale